# Cairine Wilson
 (mars 2025).
Si vous disposez d'ouvrages ou d'articles de référence ou si vous connaissez des sites web de qualité traitant du thème abordé ici, merci de compléter l'article en donnant les références utiles à sa vérifiabilité et en les liant à la section « Notes et références ».
Cairine Reay MacKay Wilson (4 février 1885 - 3 mars 1962) est la première femme à être nommée au Sénat du Canada.

## Biographie
Née Cairine Reay Mackay à Montréal, elle est la fille de Jane Mackay et Robert Mackay, un sénateur libéral et un ami personnel de Sir Wilfrid Laurier.
En 1909, elle épouse Norman Frank Wilson (en), député libéral de Russell et le couple s'installe à Rockwell pour fonder une famille. En 1918, les Wilson déménagent à Ottawa, où Cairine Wilson effectue beaucoup de bénévolat. Elle contribue à la fondation de l'Association libérale du XXe siècle et de la Fédération nationale des femmes libérales du Canada, dont elle fut présidente de 1938 à 1948.
Le 15 février 1930, le gouvernement de Mackenzie King fait d'elle la première sénatrice de l'histoire du pays, à l'âge de quarante-cinq ans. Cette nomination intervient seulement quatre mois après le jugement de l'Affaire personne par le comité judiciaire du Conseil privé, qui permet aux femmes de siéger au Sénat. Cette décision contredisait pour la première fois celles des juridictions de rang inférieur, pour qui les femmes n'étaient pas des personnes majeures.
Cairine Wilson est connue pour son combat en faveur de l'admission par le Canada de réfugiés juifs allemands fuyant la dictature du Troisième Reich. Mais Mackenzie King hésitait à admettre des Juifs dans le pays et son ministre de l'Immigration n'en désirait aucun. Malgré cette opposition, elle réussit à obtenir un quota de cent juifs, mais seulement deux ont réussi à rejoindre le Canada. Elle reçoit alors le surnom de « Reine des causes désespérées ». Le Canada est le pays qui accepta le plus faible nombre de Juifs parmi ceux du Commonwealth. 
En 1938, elle dénonce les accords de Munich, en tant que présidente de la Société de la ligue des nations du Canada. 
En 1949, le Premier ministre Louis St-Laurent la choisit pour être la première déléguée féminine canadienne à l'Assemblée générale des Nations unies.
Présidente du comité national canadien pour les réfugiés et première femme à présider un comité permanent au Sénat (Immigration et travail), elle reçoit la croix de chevalier de la Légion d'honneur française en 1950 pour son travail en faveur des enfants réfugiés.
Cairine Wilson fait également l'histoire parlementaire en 1955, lorsqu'elle devint la première vice-présidente de la Chambre.
Son mari Norman, qui fut longtemps d'une santé chancelante, meurt le 14 juillet 1956. Cairine Wilson meurt d'une crise cardiaque à Ottawa le 3 mars 1962, à l'âge de 77 ans.

## Décoration
- Chevalière de la Légion d'honneur (1950) pour son travail avec des enfants réfugiés.